# Massacre de Bohong
- Bouca
- Gaga
- Bouar
- Massacre de Bouar
- Incendie de Camp Bangui
- 1er Massacre de Boali
- 2e Bangui
- Bossangoa
- Opération Sangaris
- Bozoum
- Massacre de Bohong
- Massacre de Bossembélé‎
- Massacre de Bossemptélé
- Massacre de Baoro
- 2e Massacre de Boali
- 1er Grimari
- 2e Grimari
- Boguila
- Batangafo

Le massacre de Bohong a lieu lors de la troisième guerre civile de Centrafrique.

## Déroulement
Le 12 décembre 2013, des miliciens anti-balaka attaquent des Musulmans dans le village de Bohong, à 75 kilomètres de Bouar,. 
Ravina Shamdasani, porte-parole du Haut Commissariat de l'ONU aux droits de l'homme déclare : « Selon les informations que nous avons reçues, 27 musulmans ont été tués par des milices d'auto-défense, dites anti-Balaka, dans le village de Bohong ». Elle évoque « un cercle d'attaque et de représailles continues. »